# Neoperla uniformis
Neoperla uniformis és una espècie d'insecte plecòpter pertanyent a la família dels pèrlids.

## Descripció
- La femella adulta és groguenca (incloent-hi les antenes i els palps) amb el pronot marró groguenc (tot i que una mica més fosc als costats), l'abdomen clar i les ales de color gris clar amb la nervadura groc clar.
- El cos fa una llargària total de 13 mm i les ales anteriors entre 17 i 18.[3]

## Hàbitat
En el seu estadi immadur és aquàtic i viu a l'aigua dolça, mentre que com a adult és terrestre i volador.

## Distribució geogràfica
Es troba a Taiwan.